# Begonia smilacina
Espèce
Begonia smilacina est une espèce de plantes de la famille des Begoniaceae.
L'espèce fait partie de la section Wageneria.
Elle a été décrite en 1859 par Alphonse Pyrame de Candolle (1806-1893).

## Répartition géographique
Cette espèce est originaire du pays suivant : Brésil.